# Sergi Mingote
Sergi Mingote Moreno (Parets, 9 de marzo de 1971 - K2, Pakistán, 16 de enero de 2021) fue un alpinista y político español. En 2001 coronó el Everest en solitario por la cara norte y en 2018 logró encadenar las subidas del K2 y el Broad Peak en solo siete días. Falleció en el K2 tras retirarse de la expedición nepalí que colideraba, y que acabaría consiguiendo hollar por primera vez la cumbre en invierno, mientras regresaba al campamento base para retomar la ascensión.

## Biografía
Diplomado en función gerencial en las administraciones públicas por Esade, fue alcalde por el PSC de su ciudad natal, Parets (provincia de Barcelona), entre 2011 y 2018, habiendo sido anteriormente concejal de Deportes. También fue coach ejecutivo por The International School of Coaching.
Como alpinista profesional consiguió el primer ochomil en 1998, escalando el Cho Oyu (8201 m). A este le siguieron el Shisha Pangma (1999), y una primera ascensión al Everest por la cara norte, en solitario, en el año 2001. En 2003 repitió por la cara sur. Una vez en la cima envió un mensaje de paz y sacó una pancarta para conmemorar los 20 años de Catalunya Ràdio y TV3. Aprovechando la ascensión por la cara sur, TV3 emitió por primera vez por televisión la coronación de la cima en directo. Aparte de coronar numerosas otras cumbres, formó parte de la primera expedición mundial del milenio al polo norte magnético. Destacó en pruebas de resistencia en bicicleta de montaña, Ironmans, Ultraman, y en una travesía a nado del estrecho de Gibraltar.
En julio de 2018 hizo su regreso al montañismo de ochomiles encadenando el ascenso al K2 y al Broad Peak en sólo siete días. Esto fue el inicio de su proyecto 14x8000 en 1000 días, donde se propuso subir los 14 ochomiles sin oxígeno artificial en ese tiempo. Al proyecto le siguieron los ascensos del Manaslu (septiembre de 2018), Lhotse (mayo de 2019), Nanga Parbat y Gasherbrum II (julio de 2019) y Dhaulagiri (octubre de 2019). El principio del proyecto —cima en todas las expediciones— lo llevó a ser reconocido como uno de los nombres importantes del alpinismo español.
Los planes de Mingote se vieron afectados por la pandemia de coronavirus, que le obligaron a cancelar las expediciones del verano de 2020. En sus últimos años de vida ejerció de presidente de ONAT Foundation.

### Fallecimiento
A finales de 2020 volvió a viajar a Pakistán para escalar el K2 en el período invernal, coliderando una expedición nepalí. Para ir informando del desarrollo de la escalada, el periódico Mundo Deportivo le ofreció sus páginas para ir publicando vídeos y artículos sobre la misma.
Tras escalar buena parte de la montaña junto al chileno Juan Pablo Mohr, decidió retirarse a la altura del campamento 3, para regresar al campamento base y tratar de retomar la ascensión y llegar a la cima en otras condiciones. Tras hacer noche en el campamento 3, y ya descendido el campamento 1, falleció en la jornada del 16 de enero de 2021 a causa de una caída. Al conocerse el accidente se inició desde el campamento base un operativo de rescate liderado por los alpinistas italianos Simone Moro y Tamara Lunger y el rumano Alex Gavan, junto a un equipo médico, que no pudieron salvarle la vida. Ese mismo día, paradójicamente, la expedición de la que formaba parte, y que quedaba compuesta por diez escaladores nepalíes, conseguía el primer ascenso a esta montaña en el período invernal.